# Castilia guaya
Castilia guaya är en fjärilsart som beskrevs av Hall 1928. Castilia guaya ingår i släktet Castilia och familjen praktfjärilar. Inga underarter finns listade i Catalogue of Life.